# Зимерн
Зимерн (на немски: Simmern/Hunsrück) е окръжен град на Рейн-Хунсрюк-окръг в Рейнланд-Пфалц, Германия. Градът има 7600 жители (към 31 декември 2011).
От 1 юни 1980 г. градът има допълнителното име „Хунсрюk“, за да се раличава от другото селище със същото име.

## История
От 1444 до 1685 г. Зимерн е столица на пфалцграфство и херцогство Пфалц-Зимерн.
Зимерн е споменат в документ за пръв път през 1072 г. Територията на града обаче е населена още от римско време. Зимерн се намирал на важния военен път Бинген–Трир.
През 1311 г. граф Стефан фон Пфалц-Зимерн-Цвайбрюкен построява замък Зимерн, който е резиденция от 1410 до 1598 г. и от 1610 до 1673 г. на Зимернските херцози. През 1595 г. има доказани 125 обслужващ персонал и е репариран през 1655 г., запазени са сметките. Градът и замъкът са унищожени на 17 септември 1689 г. през Пфалцската наследствена война. През 1708 - 1713 г. се построява Новият дворец Зимерн. Наполеон Бонапарт подарява двореца през 1802 г. на града и той сe използва като съд, училище и т.н.